# 凤凰卫视电影台
鳳凰衛視電影台（英語：Phoenix Movies Channel）是香港凤凰卫视擁有的一條以播放電影為主的頻道，該頻道為鳳凰衛視開播第一條以播放電影為主的頻道，亦為鳳凰衛視開播第二條頻道。
該頻道為加密式衛星頻道，現時只對中国大陆廣播，並透過亞洲七號衛星傳輸訊號。
該頻道於香港時間1998年8月28日晚上7點正式開播。

## 概述
凤凰卫视电影台于1998年8月28日啟播，其前身是1994年5月1日啟播的卫视电影台，曾是全大中华地区与两岸三地可收视频道，也是中国大陆除广东省外少数可透过有线电视即可收看的境外电视频道。

## 覆盖
中国国际电视总公司境外卫星代理部接收凤凰卫视电影台信号，通过亚太6号卫星（东经134度）发射KU波段信号。该服务一般只提供给三星级或以上的涉外宾馆酒店、外国人居住区、领事馆及大使馆。

## 外部連結
- 鳳凰衛視電影台節目表網站（页面存档备份，存于）